# گابریل شوالیه
گابریل شوالیه (به فرانسوی: Gabriel Chevallier) روزنامه‌نگار و طراح قرن نوزدهم میلادی اهل فرانسه است.